# Glaucotes
Glaucotes es un género de escarabajos longicornios de la tribu Acanthocinini que contiene una sola especie, Glaucotes yuccivorus. La especie fue descrita por Fall en 1907.
Se distribuye por México y Estados Unidos. Mide aproximadamente 12-15 milímetros de longitud.